# Bart Stevens
Bart Stevens (ur. 29 stycznia 1998 w Waalwijk) – holenderski tenisista.

## Kariera tenisowa
W cyklu ATP Tour jest finalistą jednego turnieju. W 2023 roku awansował razem z Tallonem Griekspoorem do ćwierćfinału Wimbledonu w grze podwójnej mężczyzn.
W rankingu gry pojedynczej najwyżej był na 736. miejscu (14 października 2019), a w klasyfikacji gry podwójnej na 69. pozycji (20 listopada 2023).

### Finały w turniejach ATP Tour
| Legenda                                      |
| -------------------------------------------- |
| Wielki Szlem                                 |
| Igrzyska olimpijskie                         |
| Tennis Masters Cup / ATP Finals              |
| ATP Masters Series / ATP Tour Masters 1000   |
| ATP International Series Gold / ATP Tour 500 |
| ATP International Series / ATP Tour 250      |

#### Gra podwójna (0–1)
| Końcowy wynik | Nr | Data          | Turniej     | Nawierzchnia  | Partner           | Przeciwnicy                         | Wynik finału      |
| ------------- | -- | ------------- | ----------- | ------------- | ----------------- | ----------------------------------- | ----------------- |
| Finalista     | 1. | 2 lutego 2025 | Montpellier | Twarda (hala) | Tallon Griekspoor | Robin Haase Botic van de Zandschulp | 7:6(7), 3:6, 5–10 |